# Ашли Купър
Ашли Джон Купър (на английски: Ashley John Cooper) е австралийски тенисист. 

## Биография
Ашли Джон Купър е роден на 15 септември 1936 г. в Мелбърн, Виктория, Австралия.
На 2 януари 1959 г., Купър се жени за Хелън Ууд (Мис Австралия '1957). Приблизително пет хиляди души заобикалят презвитерианската църква „Св. Павел“ в Бризбън, за да се опитат да зърнат двойката.
Ашли Купър почива на 22 май 2020 г. на 83 години след дълго боледуване.

## Кариера
Ашли Купър е класиран като тенисист аматьор номер 1 в света през  1957 и 1958 г. Той печели четири титли на сингъл и четири на двойки в турнири от Големия шлем. Печели три от четирите турнира от Големия шлем през 1958 г. Той става професионалист през 1959 г. Купър печели турнира Slazenger Professional Championships през 1959 г. Той печели Гран При на Европа, професионална тенис обиколка на Европа през 1960 г. Печели професионалната обиколка на Европейската купа през 1962 г. 
Ашли Купър се оттегля от тениса в края на 1962 г. поради контузия.
Купър е въведен в Залата на славата на спорта в Австралия през 1987 г. и в Международната зала на славата на тениса през 1991 г.
На рождения си ден през 2007 г. той е назначен за кавалер на Ордена на Австралия (АО) за службата си в тениса.

## Кариерна статистика

#### Титли на сингъл отГолям шлем(4)
| година | турнир       | съперник         | резултат                           |
| ------ | ------------ | ---------------- | ---------------------------------- |
| 1957   | ОП Австралия | Нийл Фрейзър     | 6 – 3, 9 – 11, 6 – 4, 6 – 2        |
| 1958   | ОП Австралия | Малкълм Андерсън | 7 – 5, 6 – 3, 6 – 4                |
| 1958   | Уимбълдън    | Нийл Фрейзър     | 3 – 6, 6 – 3, 6 – 4, 13 – 11       |
| 1958   | ОП САЩ       | Малкълм Андерсън | 6 – 2, 3 – 6, 4 – 6, 10 – 8, 8 – 6 |

#### Финали на сингъл отГолям шлем(2)
| година | турнир    | съперник         | резултат            |
| ------ | --------- | ---------------- | ------------------- |
| 1957   | Уимбълдън | Лю Хоуд          | 2 – 6, 1 – 6, 2 – 6 |
| 1957   | ОП САЩ    | Малкълм Андерсън | 4 – 6, 2 – 6, 4 – 6 |